# Sant'Antimo Merlot
Il Sant'Antimo Merlot è un vino DOC la cui produzione è consentita nella provincia di Siena.

## Caratteristiche organolettiche
- colore: rosso rubino intenso
- odore: profumo caratteristico ed intenso.
- sapore: pieno, vellutato, con ricordi di frutta

## Produzione
Provincia, stagione, volume in ettolitri
- nessun dato disponibile